# Puerto Rico Soccer League
La Puerto Rico Soccer League o PRSL fou una competició de Puerto Rico de futbol.
Creada el 2008, fou la primera competició de futbol professional de la història de l'illa. Fou la competició continuadora del Campeonato Nacional de Fútbol de Puerto Rico. Paral·lelament es creà la Liga Nacional de Fútbol de Puerto Rico, inicialment de segona categoria, més tard compartí estatus de primera categoria amb la PRSL.
Alguns clubs eren afiliats a d'altres clubs importants arreu el món, com Club Atlético River Plate, Club de Fútbol Pachuca, Fluminense Football Club, i Sevilla Fútbol Club.
Les temporades 2012 i 2013, la lliga anuncià una aturada per reorganitzar-se.

## Equips temporada 2016

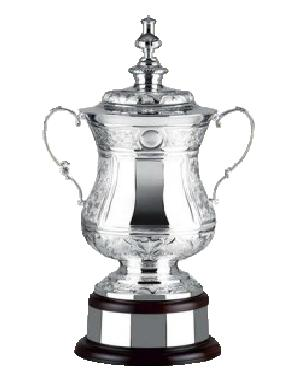
Copa PRSL.

| Club               | Ciutat    | Estadi                                                   | Fundació | Ingrés PRSL |
| ------------------ | --------- | -------------------------------------------------------- | -------- | ----------- |
| Academia Quintana  | San Juan  | Hiram Bithorn Stadium                                    | 1969     | 2008        |
| CA Levittown       | Levittown |                                                          | 1989     |             |
| Ballista FC        | Luquillo  | Complejo Deportivo Jose Salaman Estrella                 | 2016     | 2016        |
| Bayamón FC B       | Bayamón   | Estadio Juan Ramón Loubriel                              | 2009     | 2009        |
| Caguas Sporting FC | Caguas    | Complejo Deportivo Ángel O. Berrios de la Ciudad Criolla | 2016     | 2016        |
| CD Barbosa         | San Juan  |                                                          |          |             |
| Don Bosco FC       | San Juan  |                                                          |          |             |
| Fénix FC           | Vega Baja | Complejo Deportivo Tortuguero                            | 2001     | 2010        |
| Mayagüez FC        | Mayagüez  | Mayagüez Athletics Stadium                               | 2003     | 2010        |
| Huracán FC Caguas  | Caguas    | Yldefonso Solá Morales Stadium                           | 1991     | 2008        |
| Leal Arecibo FC    | Arecibo   |                                                          |          |             |
| Metropolitan FA    | San Juan  | Estadio Metropolitano del Reparto Metropolitano          | 2015     | 2015        |
| SPDP Spartans      | San Juan  |                                                          |          |             |
| Yabuco Isabela FC  | Yabucoa   |                                                          | 2016     | 2016        |

## Antics equips
| Club                    | Ciutat   | Estadi                           | Fundació | Temporades PRSL |
| ----------------------- | -------- | -------------------------------- | -------- | --------------- |
| CA River Plate Fajardo  | Fajardo  | Roberto Clemente Stadium         | 2007     | 4               |
| Brazilian SA            | Arecibo  | Poliderpotivo de Arecibo         |          | 1               |
| Criollos de Caguas FC   | Caguas   | Villa del Rey, Caguas            | 2011     | 2               |
| Gigantes de Carolina FC | Carolina | Roberto Clemente Stadium         | 1998     | 4               |
| CF Tornados de Humacao  | Humacao  | Estadio Nestor Morales           | 1994     | 4               |
| Guaynabo Fluminense FC  | Guaynabo | Estadio Jose "Pepito" Bonano     | 2002     | 3               |
| Atlético de San Juan    | San Juan | Hiram Bithorn Stadium            | 2008     | 3               |
| Fajardo FC              | Fajardo  | Fajardo Soccer Stadium           | 2010     | 1               |
| Sevilla FC Juncos       | Juncos   | Josué Elevadito González Stadium | 2006     | 4               |
| Puerto Rico United SC   | Aguada   | Aguada Stadium                   | 2007     | 4               |
| Puerto Rico Islanders   | Bayamón  | Estadio Juan Ramón Loubriel      | 2003     | 1               |
| FC Leones de Ponce      | Ponce    | Francisco "Paquito" Montaner     | 2011     | 2               |

## Historial
Font:
| Temporada | Campió               | Agregat        | Finalista                | Anada | Tornada | Temporada regular    |
| --------- | -------------------- | -------------- | ------------------------ | ----- | ------- | -------------------- |
| 2008      | Sevilla FC Bayamón   | 2–1            | CA River Plate Ponce     | --    | --      | Sevilla FC Bayamón   |
| 2009      | Bayamón FC           | 3–2            | Atlético de San Juan FC  | 2–2   | 1–0     | CA River Plate Ponce |
| 2010      | CA River Plate Ponce | 3–0            | Puerto Rico Islanders FC | 1–0   | 2–0     | --                   |
| 2011      | FC Leones de Ponce   | 1–1 (3–0 pen.) | Sevilla FC Juncos        | --    | --      | Sevilla FC Juncos    |
| 2016      | Metropolitan FA      | 2–2 (3–1 pen.) | Bayamón FC B             | --    | --      |                      |

Altres competicions
| Temporada | Campió                | Finalista            | Campionat          |
| --------- | --------------------- | -------------------- | ------------------ |
| 2014      | Criollos de Caguas FC | Bayamón FC           | Super Copa Gigante |
| 2014      | Criollos de Caguas FC | Academia Quintana FC | Copa Criolla       |
| 2014      | Criollos de Caguas FC | FC Mayagüez          | Copa Excelencia    |
| 2015      | SPDP Spartans         | Academia Quintana FC | Copa Excelencia    |
| 2017      | GPS Puerto Rico       | Bayamón FC           | Copa Excelencia    |